# Стэнсфилд, Джей
Джей Стэ́нсфилд (англ. Jay Stansfield; родился 24 ноября 2002, Тивертон) — английский футболист, нападающий клуба «Бирмингем Сити».

## Клубная карьера
Воспитанник футбольной академии клуба «Эксетер Сити». В августе 2019 года присоединился к молодёжной команде «Фулхэма». 4 января 2020 года дебютировал за «дачников» в матче третьего раунда Кубка Англии против бирмингемского клуба «Астон Вилла», выйдя на замену Джошу Онома. 13 августа 2022 года дебютировал в Премьер-лиге, выйдя на замену Нескену Кебано в матче против «Вулверхэмптон Уондерерс».

## Карьера в сборной
Выступал за сборные Англии до 18 и до 20 лет.

## Личная жизнь
Отец Джея, Адам Стэнсфилд, также был профессиональным футболистом и выступал за «Йовил Таун», «Херефорд Юнайтед» и «Эксетер Сити».